# Mary Fagan
Florence Mary Fagan, (née le 11 septembre 1939) est Lord Lieutenant du Hampshire de 1994 jusqu'à sa retraite le 11 septembre 2014.

## Biographie
Fagan est née à Gonalston Hall, Nottinghamshire, Angleterre. Elle est la fille du lieutenant-colonel George Haliburton Foster Peel Vere-Laurie et de Caroline Judith Francklin. Elle se marie le 21 octobre 1960 avec le capitaine Christopher Tarleton Feltrim Fagan, le fils de Christopher Frederick Feltrim Fagan et d'Helen Maud Tarelton. De leur union sont nés deux fils, Christopher Hugh Tarleton Feltrim Fagan (décédé dans un accident d'automobile en 1987) et James Tarleton Feltrim Fagan.
Elle est présidente des administrateurs de la Countess Of Brecknock Hospice Trust. Elle est également fiduciaire de l'Overlord Embroidery Trust, de la Edwina Mountbatten And Leonora Children's Foundation et du Winchester Cathedral Trust. Elle est chancelière de l'Université de Winchester de 2006 à 2014.
Elle est nommée Dame Commandeur de l'Ordre royal de Victoria (DCVO) à l'occasion de l'anniversaire 2009. Elle est nommée chevalier de l'Ordre de la Jarretière le 23 avril 2018.